# Masatoshi Ishida
Masatoshi Ishida (石田 雅俊 Ishida Masatoshi?, Narashino, Chiba, 4 de mayo de 1995) es un futbolista japonés que juega como delantero en el Daejeon Hana Citizen F. C. de la K League 1.

## Trayectoria

### Clubes
| Club                                | País          | Año       |
| ----------------------------------- | ------------- | --------- |
| Kyoto Sanga F. C.                   | Japón         | 2014-2018 |
| J. League sub-22 (cedido)           | Japón         | 2014-2015 |
| SC Sagamihara (cedido)              | Japón         | 2016      |
| Thespakusatsu Gunma (cedido)        | Japón         | 2017      |
| Azul Claro Numazu (cedido)          | Japón         | 2018      |
| Ansan Greeners F. C.                | Corea del Sur | 2019      |
| Suwon F. C.                         | Corea del Sur | 2020      |
| Gangwon F. C.                       | Corea del Sur | 2021      |
| Daejeon Hana Citizen F. C. (cedido) | Corea del Sur | 2021      |
| Daejeon Hana Citizen F. C.          | Corea del Sur | 2022-2023 |
| Júbilo Iwata                        | Japón         | 2024      |
| Daejeon Hana Citizen F. C.          | Corea del Sur | 2024-     |